# Thekla Hartmann
Thekla Hartmann (* 2. Juni 1993 in Bremen) ist eine deutsche Schauspielerin.

## Leben
Thekla Hartmann wirkte neben der Schule in verschiedenen Projekten am MoKS-Theater Bremen mit und nahm Tanzunterricht in Jazz Dance  und Modern Dance. Nach dem Abitur begann sie ein Studium der Theater-, Film- und Medienwissenschaft an der Universität Wien. Ihre Schauspielausbildung erhielt sie ab 2015 an der Theaterakademie August Everding, diese schloss sie 2019 ab.
Während ihres Studiums stand sie in der Saison 2016/17 am Residenztheater München in Zement von Heiner Müller und 2018/19 in Jedem das Seine. Ein Manifest von Marta Górnicka an den Kammerspielen München auf der Bühne. Im Rahmen des vierten Berliner Herbstsalons war sie mit diesem Stück auch 2019 am Maxim Gorki Theater zu sehen, wo sie 2021 in Marta Górnickas Produktion Still Life: The Chorus For Animals, People And All Other Lives mitwirkt.
Im Kurzfilm Pandora von Daniel Rübesam (2017) sowie im Kurzfilm Iox von Gwendolin Stolz (2018) übernahm sie jeweils die Titelrolle. Im Fernsehen war sie 2018 in der Folge Tod im Schweinestall der ZDF-Serie SOKO München in einer Episodenrolle als Gabriela zu sehen, im ZDF-Fernsehfilm Du bist nicht allein von Johannes Fabrick verkörperte sie im selben Jahr die Rolle der Olga. 2020 spielte sie in der Folge Scharfe Schnitte der ZDF-Krimireihe Ein starkes Team die Rolle der Rebecca und war in der Folge Spuren der Vergangenheit der ZDF-Fernsehreihe Frühling als Paula Breitmeyer zu sehen.
2021 verkörperte sie in der ZDF-Serie Letzte Spur Berlin in der Folge Am seidenen Faden die Rolle der Marie Benting. In der 20. Staffel der ARD-Serie Um Himmels Willen übernahm sie im selben Jahr als Emma Graf eine wiederkehrende Rolle. Zuvor hatte sie in dieser Serie 2018 in der Folge Im falschen Körper eine Episodenrolle als Sarah Völkl. Außerdem stand sie 2021 für Dreharbeiten zum Film Borchert und die bittere Medizin aus der ARD-Krimireihe Der Zürich-Krimi an der Seite von Filip Peeters als Apotheker Berno Siebert als Famulantin Sina Leuthold vor der Kamera.
In der im März 2023 erstmals ausgestrahlten Folge Liebe ist die beste Therapie der Reihe Rosamunde Pilcher mit Joscha Kiefer als  Erik Cameron spielte sie dessen Frau Dana. In der Folge Ach wie schön ist Kalifornien der ZDF-Serie Die Rosenheim-Cops übernahm sie 2024 die Rolle der Aushilfsermittlerin Sandra Hecht aus Bremerhaven.

## Filmografie (Auswahl)
- 2017: Pandora (Kurzfilm)
- 2018: Iox (Kurzfilm)
- 2018: SOKO München – Tod im Schweinestall (Fernsehserie)
- 2018: Du bist nicht allein (Fernsehfilm)
- 2018: Um Himmels Willen – Im falschen Körper (Fernsehserie)
- 2019: Jupiter (Kurzfilm)
- 2020: Frühling – Spuren der Vergangenheit
- 2020: Ein starkes Team: Scharfe Schnitte (Fernsehreihe)
- 2021: Letzte Spur Berlin – Am seidenen Faden  (Fernsehserie)
- 2021: Um Himmels Willen (Fernsehserie)
- 2022: Der Zürich-Krimi – Borchert und die bittere Medizin (Fernsehreihe)
- 2023: Rosamunde Pilcher: Liebe ist die beste Therapie (Fernsehreihe)
- 2023: In aller Freundschaft – Die jungen Ärzte – Aufstehen (Fernsehserie)
- 2024: Hubert ohne Staller – Pizza Morte (Fernsehserie)
- Ab 2024: Die Rosenheim-Cops (vorübergehende Serienhauptrolle) (Fernsehserie)